# Dictyandra arborescens
Dictyandra arborescens är en måreväxtart som beskrevs av Friedrich Welwitsch och Joseph Dalton Hooker. Dictyandra arborescens ingår i släktet Dictyandra och familjen måreväxter. Inga underarter finns listade i Catalogue of Life.